# Список авиапамятников на Украине
В список вносятся памятники военным и гражданским самолётам, вертолётам, планёрам и БПЛА, находящиеся на постаментах или в любых музеях в Украины.

## Список авиапамятников по административно-территориальным единицам Украины

### Харьковская область
| Изображение | Тип | Бортовой номер | Местонахождение                                   |
| ----------- | --- | -------------- | ------------------------------------------------- |
|             | Самолёты: Л-39 «Альбатрос», МиГ-15, МиГ-21ПФМ, МиГ-23МЛД, МиГ-25РБС, МиГ-27К, МиГ-29, Су-15ТМ, Су-17м3, Су-24, Су-25, Су-27, Як-11, Як-28ПП, Як-38М Вертолёты: Ми-2, Ми-8Т, Ми-24, Ка-27ПЛ БПЛА: Ту-141 «Стриж», Ту-143 «Рейс» |                | Музей ВВС Украины, г. Винница, ул. Стрелецкая 105 |
|             | МиГ-15 | 77             | г. Винница, проспект Космонавтов                  |
|             | МиГ-21ПФМ | 98             | г. Винница, площадь Победы                        |
|             | Ан-12 | 36             | с. Высокое, Томашпольский район                   |
|             | Су-7 |                | с. Пултовцы, на территории в/ч, Жмеринский район  |
|             | МиГ-15 | 72             | г. Бершадь                                        |
|             | МиГ-15 | 94             | г. Гайсин                                         |
|             | Су-7Б |                | пгт. Оратов, Оратовский район                     |
|             | Су-7Б |                | с. Мазуровка, Черневецкий район                   |
|             | Як-28 | 05             | пгт. Вапнярка, Томашпольский район                |
|             | Як-28 |                | пгт. Шпиков, Тульчинский район                    |

### Волынская область
| Изображение | Тип                                                     | Бортовой номер | Местонахождение                                                                               |
| ----------- | ------------------------------------------------------- | -------------- | --------------------------------------------------------------------------------------------- |
|             | Самолёты: Ан-2, МиГ-23П, Су-7Б, Су-24М Вертолёты: Ми-8Т |                | Волынский региональный музей украинского войска и военной техники, г. Луцк, ул. На Таборищи 4 |
|             | Ил-18Б                                                  | CCCP-75659     | г. Луцк, проспект Молодёжи                                                                    |
|             | Су-24                                                   |                | г. Луцк, Луцкий ремонтный завод                                                               |

### Днепропетровская область
| Изображение | Тип                                                                            | Бортовой номер | Местонахождение |
| ----------- | ------------------------------------------------------------------------------ | --- | --- |
|             | Ракеты: «8К11, 8К99, Циклон-3»                                                 | | г. Днепр, пр.Пушкина                                                                                               |
|             | МиГ-17                                                                         | 19 | с. Вербки, Павлоградский район                                                                                     |
|             | МиГ-19ПМ                                                                       | 06 | г. Верхнеднепровск                                                                                                 |
|             | МиГ-19С                                                                        | 33 и 33 был изначально, после того, как вандалы разбили фонарь, после покраски и "обшития" металлом кабины пилота его исправили на 01 ещё 01 и нарисовали звезду на киле. | г. Каменское (Днепродзержинск)                                                                                     |
|             | МиГ-19ПМ                                                                       | 01 | г. Днепр, у въезда на аэродром, памятник лётчикам 933-го истребительного авиаполка                                 |
|             | МиГ-19ПМ                                                                       | 81 | г. Днепр, жилмасив Солнечный                                                                                       |
|             | МиГ-17                                                                         | без б/н | г. Никополь |
|             | МиГ-21                                                                         | 01 | г. Новомосковск |
|             | Л-29                                                                           | 07 | г. Марганец |
|             | МиГ-21                                                                         | | с.Лиховка |
|             | МиГ-21                                                                         | 17 | г. Перещепино, Новомосковский район                                                                                |
|             | МиГ-21                                                                         | 089 | Возле г. Пятихатки (2,5 км на запад дороги на Жёлтые Воды)                                                         |
|             | МиГ-21                                                                         | 117 | пгт. Кринички, Криничанский район                                                                                  |
|             | Су-15                                                                          | 85 | Кривой Рог, ул. Соборности, 77, КВУЗ Клуб «Юный авиатор»                                                           |
|             | Як-40                                                                          | СССР-87734 | Кривой Рог |
|             | Самолёты: Ан-12, Ан-26, Ту-114, Ту-134, Ту-154Б, Як-40, Як-42 Вертолёты: Ми-8Т | CCCP-11344, CCCP-47754, CCCP-26575, СССР-11066, СССР-25275, CCCP-76485, CCCP-65615, СССР-85040, СССР-85131, СССР-85149, СССР-87766, СССР-87773, CCCP-42533                | Кривой Рог, Музей истории авиации, учебная площадка Криворожского колледжа Национального авиационного университета |

### Донецкая область
| Изображение | Тип       | Бортовой номер | Местонахождение                                                                                        |
| ----------- | --------- | -------------- | --- |
|             | МиГ-19ПМ  | 62             | г. Донецк, возле аэропорта                                                                             |
|             | Л-29      | 070            | г. Донецк, возле авиаклуба ОСОАВИАХИМ-ДОСААФ-ОСОУ на улице Овнатаняна, 16А                             |
|             | МиГ-17    | 05             | г. Снежное, улица Гагарина, возле дома № 26                                                            |
|             | МиГ-17    |                | г. Енакиево, сквер на пересечении проспекта Берегового и улицы Марченко                                |
|             | МиГ-19ПМ  | 19             | г. Авдеевка, мемориал возле ДК на улице Карла Маркса, 28                                               |
|             | МиГ-19С   | 08             | г. Харцызск, перекрёсток бульвара Полупанова и улицы Андрея Чмака                                      |
|             | Ил-12Т    | СССР-73951     | с. Петровское, Старобешевский район, на территории пионерского лагеря                                  |
|             | МиГ-17Ф   | 83             | г. Мариуполь                                                                                           |
|             | МиГ-17    | 103            | пгт. Тельманово, Тельмановский район                                                                   |
|             | МиГ-17Ф   | 77             | г. Новоазовск, Комсомольская площадь                                                                   |
|             | Як-40     | СССР-87721     | г. Славянск, возле Славянского колледжа Национального авиационного университета                        |
|             | Ми-8Т     |                | г. Славянск, на территории Славянского колледжа Национального авиационного университета                |
|             | Су-15УМ   |                | г. Доброполье, бульвар Т. Г. Шевченко                                                                  |
|             | МиГ-21ФЛ  | 143            | г. Углегорск                                                                                           |
|             | МиГ-15УТИ |                | Дружковка, Краматорская агломерация                                                                    |
|             | МиГ-17ПФ  | 73             | г. Краматорск, ул. Парковая и Ярослава Мудрого, возле Центра внешкольной работы                        |
|             | МиГ-17    | 125            | г. Бахмут                                                                                              |
|             | МиГ-17    | 63             | г. Селидово                                                                                            |
|             | МиГ-15УТИ | 89             | г. Торецк, п. Новгородское, проходная бывшего Новгородского машиностроительного завода им. Петровского |

### Житомирская область
| Изображение | Тип       | Бортовой номер | Местонахождение                                               |
| ----------- | --------- | -------------- | ------------------------------------------------------------- |
|             | Су-9      | 131            | г. Житомир, Житомирский военный институт имени С. П. Королева |
|             | Ту-104    | СССР-42387     | г. Житомир, парк Гагарина                                     |
|             | МиГ-15УТИ | 25             | г. Житомир, ул. Черняховского, парк 30-летия Победы           |
|             | Ту-22К    | 07             | пгт. Озёрное, Житомирский район                               |
|             | МиГ-23МЛД | 01             | пгт. Озёрное, Житомирский район                               |
|             | Су-7Б     | 32             | г. Овруч                                                      |
|             | МиГ-19ПМ  |                | г. Новоград-Волынский                                         |

### Запорожская область
| Изображение | Тип                                             | Бортовой номер | Местонахождение                                                                                             |
| ----------- | ----------------------------------------------- | -------------- | --- |
|             | Макет Ла-11                                     | 02             | г. Запорожье, бульвар Тараса Шевченко                                                                       |
|             | Ми-24В                                          | 16             | г. Запорожье, парк им. Климова                                                                              |
|             | Л-29                                            | 38             | г. Запорожье, ул. Муравченко, возле главного корпуса Запорожского авиационного колледжа имени А. Г. Ивченко |
|             | МиГ-25ПД, МиГ-25ПДС, МиГ-25ПУ, МиГ-25РБТ, Су-17 |                | г. Запорожье, АРП «МиГремонт»                                                                               |
|             | МиГ-17                                          |                | г. Бердянск                                                                                                 |
|             | Л-29                                            |                | г. Вольнянск, площадь Фестивальная                                                                          |
|             | Су-17М4                                         | 71             | г. Энергодар, парк Победы                                                                                   |
|             | МиГ-25ПДС                                       | 17             | г. Энергодар, парк Победы                                                                                   |
|             | Л-29                                            | 01             | с. Широкое, Запорожский район                                                                               |
|             | МиГ-15УТИ                                       |                | Памятный знак Герою Советского Союза П. Д. Осипенко, с. Осипенко, Бердянский район                          |
|             | МиГ-19                                          | 01             | с. Плодородное, Михайловский район                                                                          |

### Ивано-Франковская область
| Изображение | Тип     | Бортовой номер | Местонахождение                     |
| ----------- | ------- | -------------- | ----------------------------------- |
|             | МиГ-21Ф | 09             | пгт Делятин, воинский жилой городок |

### Киев
| Изображение | Тип | Бортовой номер | Местонахождение                                                                                        |
| ----------- | --- | -------------- | --- |
|             | Самолёты: Изделие 181, Аэро Л-29, Аэро Л-39, Анатра «Анасаль», Ан-2, Ан-24, Ан-24Б, Ан-26, Ан-71, Бе-6, Бе-12, Ил-14Г, Ил-18А, Ил-62М, Ил-76, Ил-86, МиГ-15УТИ, МиГ-17Ф, МиГ-19ПМ, МиГ-21М, МиГ-21ПФМ, МиГ-23БМ, МиГ-23МЛ, МиГ-25РБ, МиГ-27К, МиГ-29, МиГ-29А, Су-7Б, Су-15ТМ, Су-15УМ, Су-17, Су-20, Су-24, Су-25, Ту-22М0, Ту-22М2, Ту-22М3, Ту-104, Ту-134А, Ту-134УБЛ, Ту-142МЗ, Ту-154, Як-3, Як-18ПМ, Як-28У, Як-38, Як-40 Вертолёты: Ми-1М, Ми-2, Ми-4М, Ми-6А, Ми-8МТ, Ми-8ТП, Ми-14ПЛ, Ми-24А, Ми-24Д, Ми-26, Ка-25ПЛ, Ка-26, Ка-27ПЛ БПЛА: Ту-141 «Стриж», Ту-143 «Рейс» |                | Государственный музей авиации Украины, ул. Медовая 1                                                   |
|             | Самолёты: Ан-2, Ан-24, Ан-26, АНТ-7, Л-410МУ, Ту-154, Як-42 Вертолёты: Ми-2, Ми-4А, Ми-8Т, Ка-26 |                | Учебный ангар Национального Авиационного Университета, просп. Космонавта Комарова 1, к.11              |
|             | Самолёты: МиГ-17, МиГ-21, МиГ-23М, Ли-2, Як-9 Вертолёты: Ми-24В |                | Национальный музей истории Великой Отечественной войны 1941—1945 годов, ул. Лаврская 24                |
|             | Самолёты: МиГ-23С, МиГ-23БН, МиГ-29 Вертолёты: Ми-24Д |                | Центральный музей Вооружённых Сил Украины, на смотровой площадке Национальной академии обороны Украины |
|             | МиГ-17 | 08             | Печерский район, возле средней школы № 5 на Бусовой горе                                               |
|             | МиГ-21 |                | Возле школы № 228, ул. Березняковская                                                                  |
|             | Ми-2 | UR-PBC         | Государственный политехнический музей НТУУ «КПИ»                                                       |
|             | Як-40 | UR-87685       | Государственный политехнический музей НТУУ «КПИ»                                                       |
|             | Ан-2 | UA-01453       | Серийный завод «Антонов», просп. Победы, д. 100/1                                                      |
|             | Ан-26 | UR-26194       | Национальный авиационный университет                                                                   |
|             | Макет Ту-2 | без б/н        | Киностудия FILM.UA                                                                                     |

### Киевская область
| Изображение | Тип      | Бортовой номер | Местонахождение                                                        |
| ----------- | -------- | -------------- | ---------------------------------------------------------------------- |
|             | Ту-95У   | 51             | г. Узин, на территории бывшей авиабазы                                 |
|             | Ту-16    | 40             | г. Белая Церковь, на территории бывшей авиабазы                        |
|             | МиГ-21ПФ | 22             | г. Белая Церковь                                                       |
|             | Ан-2     |                | пгт. Гостомель, сквер                                                  |
|             | Ан-2     | ARP410         | г. Березань                                                            |
|             | МиГ-15   | 58             | г. Бровары, парк Победы                                                |
|             | МиГ-21   | 24             | г. Васильков, ул. Декабристов 40, возле проходной ВВАТУ                |
|             | МиГ-19С  | 01             | г. Васильков, на территории аэродрома                                  |
|             | Ан-2     |                | г. Переяслав, Музей народной архитектуры и быта Средней Надднепрянщины |
|             | МиГ-15   | 36             | г. Переяслав, Аллея Славы                                              |
|             | МиГ-21   | 32             | с. Винницкие Ставы, Васильковский район                                |
|             | Су-7БМ   |                | с. Богдановка, Васильковский район                                     |
|             | Су-25    |                | г. Боярка, УОК КВЛ им. И. Богуна                                       |
|             | Ка-26    |                | Трасса Киев-Одесса, возле пгт. Гребёнки                                |
|             | Ил-62    |                | пгт. Глеваха, возле аэродрома «Васильков»                              |
|             | МиГ-17   |                | пгт. Макаров, Макаровский район                                        |
|             | Як-52    |                | Аэродром Чайка, Киево-Святошинский район                               |

### Кировоградская область
| Изображение | Тип                         | Бортовой номер | Местонахождение                                                                      |
| ----------- | --------------------------- | -------------- | ------------------------------------------------------------------------------------ |
|             | Ан-24, Ил-28, МиГ-21, Як-40 |                | Кропивницкий, Аллея авиаторов                                                        |
|             | Л-410                       | UR-67417       | Кропивницкий, Кировоградская лётная академия Национального авиационного университета |
|             | МиГ-19ПМ                    |                | г. Светловодск, Приморский сквер, ул. Гагарина                                       |
|             | МиГ-15                      | без б/н        | г. Долинская                                                                         |

### Автономная республика Крым
| Изображение | Тип       | Бортовой номер | Местонахождение                                                   |
| ----------- | --------- | -------------- | ----------------------------------------------------------------- |
|             | Як-50     | 51             | г. Симферополь, Симферопольский авиаспортивный клуб               |
|             | Як-3      |                | г. Алушта, территория отеля «Сказка» (бывшая дача А. С. Яковлева) |
|             | МиГ-17ПФ  |                | Авиабаза Гвардейское                                              |
|             | Як-38У    | 05             | г. Саки, пгт Ново-Фёдоровка                                       |
|             | МиГ-17    | 11             | г. Саки, пгт Ново-Фёдоровка                                       |
|             | А-13      | 06             | г. Коктебель, ул. Ленина 124, ТОСК «Приморье»                     |
|             | Ан-24     | СCCP-46793     | г. Коктебель, пансионат «Голубой залив»                           |
|             | МиГ-17    | 115            | г. Армянск                                                        |
|             | МиГ-17    | 70             | г. Евпатория                                                      |
|             | Ил-14П    | 70             | г. Евпатория                                                      |
|             | Як-38     | 55             | г. Евпатория                                                      |
|             | Як-38     | 58             | г. Евпатория                                                      |
|             | МиГ-21ПФМ | 077            | г. Евпатория, пос. Заозёрное                                      |
|             | МиГ-17    | 69             | г. Евпатория, пос. Мирный                                         |
|             | Ка-29     | 79             | г. Феодосия, пгт. Приморский                                      |
|             | Ил-28     |                | с. Чайкино, Джанкойский район                                     |
|             | Ил-28     | 26             | с. Вольное, Джанкойский район                                     |

### Луганская область
| Изображение | Тип | Бортовой номер | Местонахождение                                                                                         |
| ----------- | --- | -------------- | --- |
|             | Самолёты: Ан-14, Ан-26Ш, Аэро Л-29, Аэро Л-39, Бе-12, Ил-12, Ил-38, Ил-76МД, МиГ-15УТИ, МиГ-17, МиГ-19, МиГ-21Ф, МиГ-21БИС, МиГ-21У, МиГ-23, МиГ-25, МиГ-27М, МиГ-29, Су-7БМ, Су-15, Су-17М2, Су-25, Т-6 (прототип Су-24), T-10 (прототип Су-27), Ту-124Ш, Ту-142, Х-32 Бекас, Як-18, Як-28Б, Як-38У Вертолёты: Ка-25ПЛ, Ка-27, Ми-2, Ми-4, Ми-6, Ми-8Т, Ми-24К, Ми-24Р БПЛА: Ту-141 «Стриж» |                | Авиационно-технический музей, г. Луганск, ул. Острая Могила, 180                                        |
|             | Л-29 | 01             | г. Луганск, бывший Ворошиловградский (Луганский) Авиацентр                                              |
|             | МиГ-21Ф-13 | 01             | г. Луганск, на площади перед бывшим КПП Ворошиловградского (Луганского) ВВАУШ им. Пролетариата Донбасса |
|             | Л-29 | 111            | г. Лисичанск, район РТИ                                                                                 |
|             | МиГ-19 |                | г. Красный Луч, на пересечении шоссе Луганское и улицы Вольного                                         |
|             | МиГ-19 |                | г. Ровеньки, на входе в парк Героев, перекрёсток улицы Карла Маркса и улицы 8 марта.                    |
|             | МиГ-15 | 01             | Северодонецк, п. Щедрищево, пионерский лагерь им. Ю. А. Гагарина                                        |
|             | Як-18У | 07             | Северодонецк, п. Щедрищево, пионерский лагерь им. Ю. А. Гагарина                                        |
|             | Л-29 | 05             | с. Алексеевка                                                                                           |
|             | МиГ-21ПФ |                | г. Краснодон, на въезде в город со стороны Луганска                                                     |

### Львовская область
| Изображение | Тип    | Бортовой номер | Местонахождение                                             |
| ----------- | ------ | -------------- | ----------------------------------------------------------- |
|             | МиГ-21 | 70             | Львов, Львовский государственный авиационно-ремонтный завод |
|             | Ми-2   | без б/н        | Трускавец, ул. Галицкого                                    |

### Николаевская область
| Изображение | Тип       | Бортовой номер | Местонахождение                                      |
| ----------- | --------- | -------------- | ---------------------------------------------------- |
|             | Ту-16     | 01             | г. Николаев, Кульбакино                              |
|             | Як-38     | без б/н        | г. Николаев, детский оздоровительный центр «Дельфин» |
|             | МиГ-15УТИ | 88             | г. Николаев, Кульбакино                              |
|             | Ту-142    | 31             | г. Николаев, Кульбакино                              |
|             | МиГ-19П   | 01             | г. Николаев, возле аэропорта                         |
|             | Ил-18     |                | г. Николаев, просп. Октябрьский                      |
|             | Ми-8Т     | 46             | г. Южноукраинск, Мемориальный комплекс               |
|             | Су-24     | 02             | г. Южноукраинск, Мемориальный комплекс               |

### Одесская область
| Изображение | Тип                                | Бортовой номер | Местонахождение                                                             |
| ----------- | ---------------------------------- | -------------- | --------------------------------------------------------------------------- |
|             | И-16                               | 100            | г. Одесса, Мемориал героической обороны Одессы                              |
|             | Су-15                              | 01             | г. Одесса, Одесский военно-исторический музей                               |
|             | Як-28Р                             | без б/н        | г. Одесса, Куяльниковский лиман                                             |
|             | МиГ-21 и С-75                      | 71             | Одесская область, пгт Таирово, посёлок Совиньон                             |
|             | МиГ-23УБ, Анатра "Анасаль" (макет) | 03             | г. Одесса, авиаремонтный завод «Одесавиаремсервис»                          |
|             | Су-17УМ3                           | 61             | г. Одесса, авиаремонтный завод «Одесавиаремсервис»                          |
|             | Су-17УМ3                           | 63             | г. Одесса, авиаремонтный завод «Одесавиаремсервис»                          |
|             | МиГ-15УТИ                          | 30             | г. Раздельная                                                               |
|             | МиГ-21УТИ                          | 05             | пгт. Авангард, Овидиопольский район                                         |
|             | МиГ-23                             | без б/н        | пгт. Лиманское, «Раздельнянский район (по дороге в аэропорт Лиманское»)     |
|             | Су-15                              | 05             | Возле могилы Героя СССР Петра Наумовича Зубко, с. Лесное, Тарутинский район |
|             | МиГ-15УТИ                          | 20             | с. Знаменка, Ивановский район                                               |
|             | МиГ-19ПМ, МиГ-21УМ, МиГ-23         |                | с. Ильичанка, Коминтерновский район                                         |
|             | МиГ-23                             | 43             | г. Одесса, войсковая часть возле аэропорта                                  |
|             | Як-28                              | б/н            | с. Мариновка 46°45'17.68" 30°32'3.06"                                       |

### Полтавская область
| Изображение | Тип                                                                             | Бортовой номер      | Местонахождение                                               |
| ----------- | ------------------------------------------------------------------------------- | ------------------- | ------------------------------------------------------------- |
|             | Ан-2, Су-15УМ, Ту-16К, Ту-22КП, Ту-22М3, Ту-95МС, Ту-134УБЛ, Ту-160, Ми-2, Ми-8 |                     | г. Полтава, Полтавский музей дальней и стратегической авиации |
|             | Лет Л-410УВП                                                                    | UR-67198            | г. Полтава, на территории Учебного центра МВД                 |
|             | МиГ-23МЛД                                                                       | 25                  | г. Кременчуг, Парк Мира                                       |
|             | МиГ-21СМ                                                                        | 01                  | г. Миргород, Авиагородок 831-го ИАП, на кругу                 |
|             | МиГ-21                                                                          | 113                 | пгт. Оржица, Оржицкий район                                   |
|             | Ми-2, Ми-8                                                                      | UR-23535 и UR-22622 | г. Кременчук, территория Лётного колледжа                     |

### Ровенская область
| Изображение | Тип     | Бортовой номер | Местонахождение                         |
| ----------- | ------- | -------------- | --------------------------------------- |
|             | Як-50   |                | г. Ровно, Краеведческий Музей           |
|             | МиГ-15  | 79             | г. Сарны, трасса Киев-Ковель (развилка) |
|             | МиГ-19П |                | г. Дубно, на въезде в город             |

### Севастополь
| Изображение | Тип       | Бортовой номер | Местонахождение |
| ----------- | --------- | -------------- | --- |
|             | Як-38У    | 03             | На территории Михайловской батареи, Военно-морской музей Украины (Филиал Национального военно-исторического музея Украины) |
|             | Як-38     | 67             | На территории Михайловской батареи, Военно-морской музей Украины (Филиал Национального военно-исторического музея Украины) |
|             | МиГ-19    | 29             | просп. Генерала Острякова, дом 19                                                                                          |
|             | МиГ-19ПМ  | 19             | Аэродром Бельбек |
|             | МиГ-15УТИ | 01             | Аэродром Бельбек |
|             | Ка-25ПЛ   |                | Севастопольский вертолёторемонтный завод                                                                                   |

### Сумская область
| Изображение | Тип                                                                         | Бортовой номер | Местонахождение                                                          |
| ----------- | --------------------------------------------------------------------------- | -------------- | ------------------------------------------------------------------------ |
|             | Самолёты: Л-39 Вертолёты: Ми-1, Ми-2, Ми-8Т, Ми-24А, Ми-24В, Ми-22 (Ми-6-я) |                | г. Конотоп, Конотопский музей авиации                                    |
|             | Самолёты: Ан-2, МиГ-23, МиГ-27 Вертолёты: Ми-8 БПЛА: Ту-143                 |                | Музей оружия и военной техники Спадщанского леса                         |
|             | МиГ-23                                                                      | 57             | г. Сумы, ул. Кирова, возле бывшего Института ракетных войск и артиллерии |
|             | МиГ-17                                                                      | 89             | г. Сумы, возле бывшего Клуба юных техников                               |
|             | Aero L-29 Delfin                                                            | 18             | г. Сумы, парк им. И. Кожедуба, у парашютной вышки                        |
|             | МиГ-21                                                                      | 49             | с. Ображиевка, Шосткинский район (родное село И. Н. Кожедуба)            |
|             | МиГ-21                                                                      | 01             | г. Шостка, возле Музея И. Н. Кожедуба                                    |
|             | МиГ-15                                                                      |                | с. Слоут, Глуховский район                                               |
|             | Л-29                                                                        |                | с. Куземин, Ахтырский район                                              |

### Тернопольская область
| Изображение | Тип    | Бортовой номер | Местонахождение                              |
| ----------- | ------ | -------------- | -------------------------------------------- |
|             | МиГ-15 | 40             | г. Тернополь, парк Национального возрождения |

### Харьковская область
| Изображение | Тип | Бортовой номер | Местонахождение                                                                         |
| ----------- | --- | -------------- | --------------------------------------------------------------------------------------- |
|             | Самолёты: ??? Вертолёты: Ми-2, Ми-6, Ми-8, Ми-24, Ми-26 БПЛА: Ту-143                                                                                             |                | г. Харьков, Харьковский университет Воздушных Сил имени Ивана Кожедуба                  |
|             | Самолёты: МиГ-21, МиГ-23, МиГ-27, Су-17 Вертолёты: Ми-1, Ми-2, Ми-8                                                                                              |                | Аэродром «Коротич»                                                                      |
|             | Самолёты: МиГ-15, МиГ-17, МиГ-19ПМ, МиГ-21Ф, МиГ-23М, МиГ-23С, ИЛ-18, Лет Л-410УВП, Су-7Б, По-2, Як-25, Як-38 Вертолёты: Ми-1, Ми-8Т, Ми-24Д, Ка-25 БПЛА: Ла-17К |                | г. Харьков, ХАИ                                                                         |
|             | Самолёты: МиГ-15УТИ, Ту-104, Ту-124, Ту-134, Як-18А БПЛА: Ту-141 «Стриж»                                                                                         |                | г. Харьков, Музей Харьковского авиационного завода                                      |
|             | МиГ-21ПФ | 24             | г. Харьков, ул. Семинарская 57, перед бывшим авиационным инженерным училищем ХВВАИУ     |
|             | МиГ-21ПФ | 135            | г. Харьков, ул. Клочковская, перед бывшим авиационным училищем радиоэлектроники ХВВАУРЭ |
|             | МиГ-19С |                | г. Харьков, ул. Спортивная 9 (во дворе общежития ПТУ-32)                                |
|             | МиГ-21 |                | г. Харьков, возле бывшего Харьковского института лётчиков, ул. Тархова                  |
|             | МиГ-21Ф-13 | без б/н        | г. Лозовая, парк Победы                                                                 |
|             | МиГ-21ПФ | 70             | г. Чугуев, при въезде в город (возле бывшего КПП ХВВАУЛ)                                |
|             | МиГ-21ПФ | 111            | г. Дергачи                                                                              |
|             | МиГ-21ПФ | 04             | пгт. Ковшаровка, возле г. Купянск                                                       |
|             | МиГ-21бис |                | пгт. Коломак, Коломакский район                                                         |
|             | Л-29 | 39             | г. Волчанск                                                                             |
|             | МиГ-19 | 41             | пгт. Краснокутск, Краснокутский район                                                   |
|             | Су-7БМ | 06             | г. Красноград                                                                           |

### Херсонская область
| Изображение | Тип      | Бортовой номер | Местонахождение                                               |
| ----------- | -------- | -------------- | ------------------------------------------------------------- |
|             | МиГ-17   | 23             | с. Раздольное, Каховский район                                |
|             | МиГ-21ПФ |                | пос. Аскания-Нова, Каховский район                            |
|             | МиГ-19ПМ | без б/н        | с. Чернобаевка, Херсонский район                              |
|             | Су-9     | 34             | Оздоровительный комплекс им. Комарова В.М, Арабатская стрелка |

### Хмельницкая область
| Изображение | Тип      | Бортовой номер | Местонахождение                          |
| ----------- | -------- | -------------- | ---------------------------------------- |
|             | Ту-143   |                | г. Хмельницкий, возле входа в в/ч А3808  |
|             | МиГ-19ПМ | 30             | г. Староконстантинов                     |
|             | Су-7БМ   |                | с. Сахновцы, Староконстантиновский район |

### Черкасская область
| Изображение | Тип     | Бортовой номер | Местонахождение                                                                      |
| ----------- | ------- | -------------- | ------------------------------------------------------------------------------------ |
|             | Су-7БКЛ | 01             | г. Черкассы, парк 30-летия Победы (ул. Смелянская, возле кольца)                     |
|             | МиГ-19  |                | г. Умань                                                                             |
|             | Су-7БМ  |                | с. Нехайки, Драбовский район (родина дважды Героя Советского Союза И. Н. Степаненко) |
|             | МиГ-21  | 165            | с. Бабанка, Уманский район                                                           |
|             | МиГ-17  | 55             | г. Корсунь-Шевченковский, музей Корсунь-Шевченковской битвы                          |
|             | Ан-2    | СССР-19723     | с. Прохоровка, Каневский район, территория базы отдыха                               |
|             | МиГ-17  | 80             | с.Прохоровка, Каневский район, территория базы отдыха                                |

### Черниговская область
| Изображение | Тип                                                                 | Бортовой номер | Местонахождение                                                              |
| ----------- | ------------------------------------------------------------------- | -------------- | ---------------------------------------------------------------------------- |
|             | Ту-16                                                               | 21             | г. Прилуки, территория бывшей авиабазы                                       |
|             | Л-29, Л-39, МиГ-15УТИ, МиГ-17, МиГ-21У, МиГ-21ПФ, МиГ-23УБ, МиГ-23М |                | Музей истории авиации и космонавтики, г. Чернигов, территория бывшего ЧВВАУЛ |
|             | МиГ-21Ф                                                             | 01             | г. Чернигов, на проходной бывшего ЧВВАУЛ                                     |
|             | МиГ-17ПФ                                                            |                | пгт. Короп, Коропский район                                                  |
|             | МиГ-23М                                                             | 21             | г. Сновск, на территории гидропарка.                                         |
|             | Л-29                                                                | 45             | г. Городня, возле бывшей авиабазы 703-го УАП ЧВВАУЛ                          |
|             | МиГ-21ПФ                                                            | 157            | г. Мена                                                                      |
|             | Су-7БМ                                                              | 02             | г. Корюковка, на входе в центральный парк (возле автовокзала).               |

## Список несохранившихся авиапамятников
| Изображение | Тип                                       | Бортовой номер | Местонахождение |
| ----------- | ----------------------------------------- | -------------- | --- |
|             | Ту-16                                     | 54             | г. Киев, аэропорт Жуляны |
|             | Ту-16                                     |                | г. Тернополь, ПКиО. Разрезан в конце 1990-х гг. |
|             | Ту-16                                     | 13             | Кропивницкий, аэродром. Разрезан в 2001 году. |
|             | Ан-12                                     |                | г. Луганск, сквер Молодой гвардии. Сгорел в 2011 году. |
|             | Ил-14                                     |                | г. Староконстантинов |
|             | Ил-18В                                    | СССР-75567     | г. Евпатория, парк Соколова (совр.). Разрезан. |
|             | Як-40                                     | СССР-87609     | г. Першотравенск. Сгорел в ночь с 30 на 31 октября 2012 года. |
|             | Ан-10А                                    | СССР-11143     | г. Харьков, ПКиО имени 50-летия образования СССР. Подожжён и разобран в 1994 году.                                                                                 |
|             | Ми-4                                      |                | г. Харьков, ХАИ. Разрезан в начале 1990-х гг. |
|             | Ту-104Б                                   | СССР-42477     | г. Дружковка. Разрезан в 2000 году. |
|             | Ту-110                                    | СССР-Л5600     | г. Киев, аэропорт «Жуляны». Разрезан в 1984 году. |
|             | Ан-10                                     | СССР-11139     | г. Киев, сквер возле Севастпольской площади. Разрезан в 1994 году.                                                                                                 |
|             | Ан-10А                                    | СССР-11174     | г. Киев, ВДНХ. Разрезан в начале 1990-х гг. |
|             | Ан-2                                      | СССР-91787     | г. Киев, ВДНХ. Разрезан в начале 1990-х гг. |
|             | Ан-14М (прототип Ан-28)                   | СССР-19681     | г. Киев, ВДНХ. Разрезан в начале 1990-х гг. |
|             | Ан-12                                     | СССР-11367     | г. Северодонецк. Разрезан в начале 1990-х гг. |
|             | Ил-14                                     | н/д            | г. Винница, внутренний двор Дома Офицеров. Разрезан в 1991 году.                                                                                                   |
|             | Ту-104А                                   | СССР-42455     | г. Винница, возле центрального автовокзала по ул. Киевской. Разрезан в 1991 году.                                                                                  |
|             | Ан-24                                     | СССР-46281     | г. Винница, возле проходной авиаремонтного завода. Разрезан в 1993 году.                                                                                           |
|             | Ан-12Б                                    | СССР-04365     | г. Славянск |
|             | Ми-6 (доработанный по программе «Бурлак») | 54             | г. Харьков, учебное пособие бывшего ХВВАИУ. Разрезан в 2006 году.                                                                                                  |
|             | Ил-14                                     |                | г. Енакиево. Разрезан. |
|             | Ту-124В                                   | СССР-45080     | г. Новоград-Волынский, городской парк. Подожжён и разрезан в 2001 году.                                                                                            |
|             | Ту-104Б                                   | СССР-42469     | г. Днепродзержинск, парк отдыха. Разрезан в 1990-х гг. |
|             | Ан-10                                     | СССР-11138     | г. Львов, Стрыйская ул.. Подожжён и разрезан в 1988 году. |
|             | Ан-10                                     | СССР-11143     | г. Харьков, парк им. 50-летия СССР в районе улиц Харьковских дивизий и Слинько. Подожжён и разрезан в 1994 году.                                                   |
|             | Ан-10                                     | СССР-11168     | Кривой Рог, парк имени Гагарина. |
|             | Ан-10                                     |                | Турбаза ХАЗ «Авиатор», с. Петровское, Волчанский район. Сожжён и разрезан в 1994 году.                                                                             |
|             | МиГ-19                                    | 01             | г. Запорожье, на пересечении улицы Победы и проспекта им. Жданова (ныне - бульвар им. Шевченко). В 90-е заменён на макет, напоминающий истребитель Лавочкина С. А. |
|             | Ил-18                                     |                | г. Запорожье, парк по улице Победы (ныне - парк Трудовой Славы). В самолёте работал детский кинотеатр.                                                             |
|             | Ан-12                                     | СССР-11385     | г. Кременчуг, Юбилейный парк. Порезан в конце 80-х. |